# Edith Tolkien
Edith Mary Tolkien (Gloucester, Gloucestershire; 21 de enero de 1889-Bournemouth, Dorset; 29 de noviembre de 1971), de soltera Edith Mary Bratt, fue la esposa del escritor británico J. R. R. Tolkien y la inspiración para su personaje Lúthien Tinúviel, una princesa élfica y «la más bella entre los hijos de Ilúvatar».
Hija natural y huérfana a los catorce, conoció a Ronald Tolkien, también huérfano, y se enamoró de él siendo inquilinos de la misma casa. Pese a las dificultades y restricciones del tutor de Ronald, se comprometieron al alcanzar el segundo la mayoría de edad. Se casaron, y su matrimonio no estuvo exento de dificultades: a los tres meses de la boda, él tuvo que embarcarse hacia las trincheras del Somme, de donde regresó enfermo y marcado por la impresión; Ronald presionó a Edith para que se convirtiera al catolicismo antes de la boda, siendo ella anglicana, lo que generó tensiones en la pareja que duraron años; al contrario que su marido, no era una intelectual, por lo que padecía en el ambiente académico de Oxford; y Edith consideraba a C. S. Lewis, íntimo amigo de Ronald, «un intruso en su familia», celosa de que le prestase más atención que a ella.
Sin embargo, la pareja superó esos problemas y cubrieron toda una vida juntos, 56 años de matrimonio. Edith fue un continuo apoyo para la vida y para el trabajo de su marido, y su relación fue una inspiración para algunos de los personajes e historias del legendarium del autor, como las parejas de Beren y Lúthien en El Silmarillion, Déor y Éadgifu en El libro de los cuentos perdidos y Éowyn y Faramir en El Señor de los Anillos.

## Biografía
Edith Bratt nació el 21 de enero de 1889 en Gloucester (Gloucestershire), como hija natural de Frances Fannie Bratt, la hija soltera de un fabricante de zapatos. Presuntamente, el padre de la niña fue Alfred Frederick Warrilow, comerciante de papel en cuya casa Frances ejercía de gobernanta, pero Frances nunca se lo reveló a su hija. En contra de los deseos de su familia, Frances se instaló con su hija en Handsworth, un suburbio de Birmingham (Midlands Occidentales) del que procedía Warrilow, dejando el área de Wolverhampton de la que ella era originaria. Allí se dedicó a educar a la niña, con ayuda de su prima Jennie Grove, pariente de sir George Grove.
Sin embargo, en 1903, cuando Edith tenía solo catorce años, su madre falleció. Stephen Gateley, abogado de la familia y tutor de Edith desde ese momento, la envió a la Dresden House School en Evesham (Worcestershire), un internado dirigido por las hermanas Watts y enfocado a desarrollar el talento musical de los estudiantes. Allí Edith empezó a formarse con el piano, aspirando a una carrera como profesora del instrumento o como pianista de concierto.

### Noviazgo
En 1907, Edith había terminado sus estudios en Dresden House, y su tutor decidió que, faltando solo dos años para su mayoría de edad, vivir en renta era una solución satisfactoria para ese lapso; y así la envió a casa de Louis Faulkner, un comerciante de vinos, y su esposa, en el 37 de Duchess Road, a una manzana del Oratorio de Birmingham. La señora Faulkner era conocida por las veladas musicales que organizaba en la casa, por lo que Gateley supuso que el talento de Edith como pianista sería bien acogido. Sin embargo, a la casera no le gustaba la idea de oír lecciones y solo le permitía tocar en las veladas como acompañante cuando era necesaria, por lo que poco pudo practicar Edith.
Allí conoció a Ronald Tolkien a principios de 1908, cuando él y su hermano menor Hilary, también huérfanos, fueron trasladados por su tutor, el padre Francis Xavier Morgan, del Oratorio, a la misma casa desde la de su tía Beatrice en la que no acababan de encajar. A pesar de ser mayor que él, pues Ronald tenía solo 16 años, un cálido afecto fue surgiendo entre ambos:

Edith y Ronald comenzaron a frecuentar las casas de té de Birmingham, en especial una cuyo balcón daba sobre la calle. Desde allí arrojaban terrones de azúcar a los sombreros de las personas que pasaban, cambiando de mesa una vez que el azucarero se vaciaba. Más tarde inventaron un silbido privado. Cuando Ronald lo oía, por la mañana temprano o a la hora de acostarse, se asomaba a la ventana para ver, abajo, a Edith aguardando en la de ella.
Entre estos dos seres, sobre todo por el carácter de ambos y la situación en que estaban era natural que floreciera un romance. Ambos eran huérfanos necesitados de afecto, y pronto descubrieron que podían proporcionárselo mutuamente. En el verano de 1909 decidieron que estaban enamorados.
— Carpenter, 1990, «Lenguajes privados... y Edith».

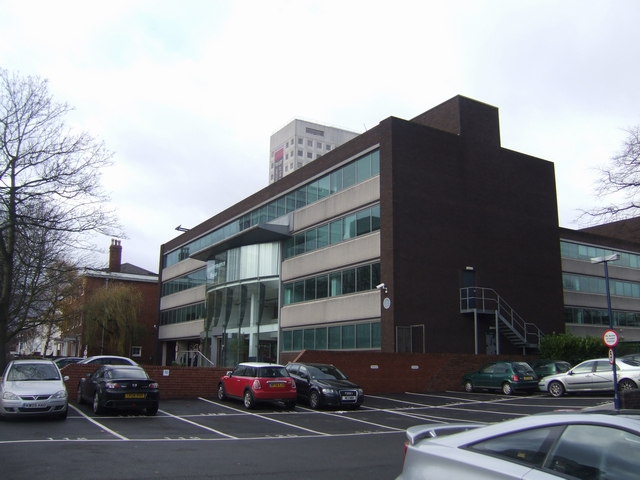
Moderno edificio de oficinas (Duchess Place, 1) que sustituye hoy a la casa de huéspedes de los Faulkner.

Quizá la señora Faulkner no lo notó, o puede ser que no le importase demasiado (aparentemente no tenía una moral católica estricta), pero el afecto inicial se fue tornando en amor en esas tardes por la ciudad. Entre otros sitios, Ronald la llevó en una ocasión en bicicleta a las colinas de Lickey en el barrio de Rednal, de las que guardaba un gran recuerdo de cuando vivió allí los últimos tiempos de su madre en una casa perteneciente al Oratorio. Esa visita fue observada por la señora Church, mujer del guardián de esa casa, por lo que acabó llegando a través del personal de cocina del Oratorio a los oídos del padre Morgan, que escandalizado por la inconveniencia de la relación (por la diferencia de edad, porque Edith pertenecía a la Iglesia anglicana, por temer que los amoríos fueran una distracción para los estudios universitarios de Ronald, y, sobre todo, por vivir ambos bajo el mismo techo) trasladó a Ronald y a su hermano de inmediato al hogar de la familia McSherry, unos devotos católicos, en Highfield Road. Ronald, que no era de naturaleza rebelde, accedió en primera instancia a dejar la relación, pero en los meses siguientes se sucedieron varios encuentros «casuales», en especial en el cumpleaños 21 de ella y el 18 de él. Nuevamente advertidos por el padre Morgan, este prohibió terminantemente a Ronald volver a ver a Edith hasta que él fuera mayor de edad a los veintiún años, bajo amenaza de retirarle de los estudios universitarios.
Ronald obedeció estrictamente estas últimas órdenes mientras duró el sometimiento legal a su tutor. Edith se trasladó a Cheltenham (Gloucestershire) en marzo de 1910 con unos viejos amigos de la familia, «el tío y la tía Jessop», donde pudo practicar con el piano a su conveniencia. Durante esos años también se dedicó a tocar el gran órgano de la iglesia anglicana local. A fuerza de tocarlo, se dañó la espalda, de forma que el dolor no la dejaría jamás, y le impediría ejercer como pianista profesional.

### Compromiso y matrimonio
La relación entre Ronald y Edith había quedado totalmente en suspenso, por lo que ella se comprometió con George Field, un granjero hermano de su amiga Molly, ya que pensaba que Ronald la había olvidado. Pero la misma noche de su cumpleaños número veintiuno, el 3 de enero de 1913, Ronald escribió una carta a Edith declarándole su amor y pidiéndole que se casara con él. Ella respondió contándole su compromiso. El día 8, Tolkien viajó a Cheltenham donde los dos se encontraron de nuevo en la estación de ferrocarril. Renovaron su amor; y ese mismo día Edith devolvió su anillo de compromiso y aceptó y anunció el matrimonio con Ronald.
Un año más tarde de su compromiso en Cheltenham, Edith se convirtió al catolicismo por la insistencia de Tolkien. Como estaba muy involucrada en su parroquia anglicana, fue una decisión dura para ella. Además, su casero, un acérrimo protestante, se enfureció con la decisión y la echó fulminantemente de la casa en la que residía. Edith se mudó a una casa en Victoria Street, en Warwick (Warwickshire), con su tía segunda Jennie Grove, mientras Ronald terminaba sus estudios en la Universidad de Oxford, a 75 km de distancia. Durante los tres años que pasó allí, Edith se dedicó a seguir practicando con el piano, a dar recitales y a ser catequizada en el catolicismo por el padre Murphy.

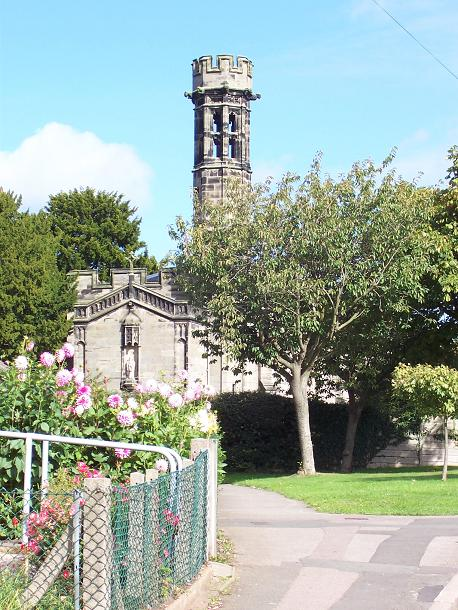
Iglesia de San Juan Bautista en Great Haywood, donde Edith y Ronald renovaron sus votos.

Contrajeron matrimonio el miércoles 22 de marzo de 1916 en la iglesia de Santa María Inmaculada en Warwick, entonces sí con la bendición del padre Morgan. Disfrutaron de una luna de miel de una semana en Clevedon (Somerset), durante la que visitaron las cuevas de la garganta de Cheddar. Poco después de la boda, Ronald comenzó un curso en la escuela de señales del Ejército Británico en Otley (Yorkshire del Oeste), y Edith se instaló lo más cerca posible de allí, de nuevo con su tía Jennie, en una casa de campo en Great Haywood (Staffordshire), en donde vivieron desde abril de 1916 a febrero de 1917. Como la boda de la pareja se celebró en Cuaresma, los servicios no pudieron incorporar misa nupcial; por lo que decidieron recibir la bendición nupcial a posteriori en la iglesia católica de San Juan Bautista en Great Haywood. Durante este período, Edith se habituó a acompañar con el piano al sacerdote católico de su parroquia, violinista.
En los archivos de la familia Tolkien hay un gran número de cartas enviadas por Tolkien a Edith, fechadas entre 1913 y 1918, pero, por su naturaleza personal, solo unas pocas de ellas fueron escogidas para su publicación en el libro de Humphrey Carpenter.

### Primera Guerra Mundial
Al terminar su formación militar, Ronald se vio inmerso directamente en los combates de la Primera Guerra Mundial, al ser transferido al 11.º Batallón de Servicio de los Fusileros de Lancashire, en la Fuerza Expedicionaria Británica. Llegó a Francia el 4 de junio de 1916. Más tarde escribiría:

Los oficiales jóvenes morían, una docena al minuto. Dejar a mi esposa entonces... fue como una muerte.
— J. R. R. Tolkien, citado en Garth, 2003, p. 138.

El servicio de Ronald en la Batalla del Somme fue muy difícil para Edith, pues temía que cada llamada a la puerta podía traer la noticia de la muerte de su marido. Para evitar la censura postal del Ejército Británico, Ronald y Edith introdujeron un código en sus cartas, mediante el que Edith pudo seguir sus movimientos sobre un mapa del frente.
En una ocasión, mientras Ronald estaba estacionado en Kingston upon Hull (Yorkshire del Este), Edith y él salieron a pasear por los bosques de los alrededores de Roos, y Edith se puso a bailar en un claro entre flores:

Nos adentramos en un bosque en el que crecía la cicuta, un mar de flores blancas.
— J. R. R. Tolkien, citado en Garth, 2003.

Este incidente, fugaz e intrascendente, devino sin embargo en trascendental para el desarrollo de la obra de Tolkien, pues inspiró el relato del encuentro entre Beren y Lúthien, uno de los centrales del legendarium, aunque nunca empleara el apelativo de «Lúthien» directamente con ella.
También tras el regreso de Ronald de Francia nació el primer hijo del matrimonio: John Francis Reuel (1917-2003), en Cheltenham (Gloucestershire).

### Madurez
Tras la guerra, la carrera profesional de Tolkien en las universidades de Leeds y Oxford hizo que la familia se mudara a esas ciudades, donde el matrimonio Tolkien tuvo tres hijos más: Michael Hilary Reuel (1920-1984), en Headington (Oxford, Oxfordshire); Christopher John Reuel (1924-2020), en Leeds (Yorkshire del Oeste); y Priscilla Anne Reuel (1929-2022), de nuevo en Headington.
Según las apreciaciones de Humphrey Carpenter, Edith no fue nunca una intelectual, por lo que le suponía un severo esfuerzo relacionarse con los colegas de su marido, «que no sabían hablar a las mujeres», y ni siquiera con sus respectivas esposas, que hacían sentir a Edith que la sociedad universitaria era «inaprensible en su eminencia». Esas compañías la ponían nerviosa, por lo que no solía devolver sus llamadas ni sus visitas, y pronto se vio apartada, al difundirse que «la señora Tolkien no llamaba». Así que Edith hizo pocas amigas entre las esposas de los profesores de Oxford y, aunque había círculos musicales allí, solo cultivó su afición al piano en casa. Como a menudo no tenía otra compañía que sus hijos y sirvientes, la soledad de Edith comenzó a manifestarse como autoritarismo. Otra consecuencia de su soledad fue su envidia y resentimiento hacia la íntima amistad de su marido con C. S. Lewis, a quien consideraba un intruso en su familia. Además, Edith padeció reiteradas migrañas durante esos años. A todo ello se sumaba el problema que suponía para el matrimonio su diferente de actitud frente al catolicismo: mientras Ronald perseveraba en su devoción católica, la conversión casi forzada de Edith la predispuso en contra de esa religión, hasta el punto de dejar su práctica y generar agrias discusiones sobre la educación de los niños.
En la década de 1940, el matrimonio acabó llegando a un entendimiento: Edith siguió sin practicar, pero relegó esa actitud al ámbito privado, sin volver a mostrar en público resentimiento hacia la Iglesia. Por otra parte el «extraño matrimonio» de Lewis con Joy Davidman, aunque enfrió la relación entre los dos amigos, permitió a Edith, a través del conocimiento de Joy, ver a Lewis de otra manera.

### Retiro y muerte

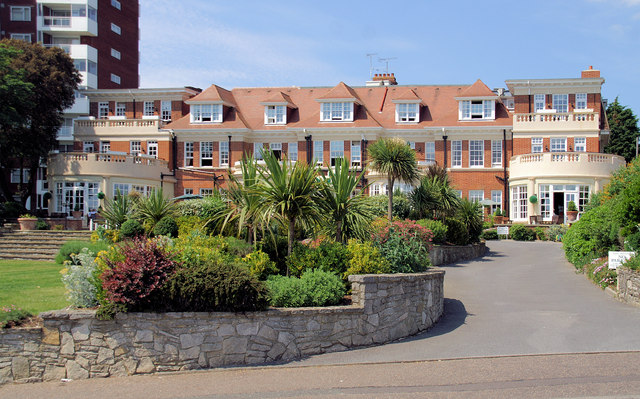
El Hotel Miramar de Bournemouth, lugar favorito de Edith en sus últimos años.

Con Tolkien ya jubilado, y Edith padeciendo las consecuencias de la artritis, el matrimonio se mudó a un bungalow (Lakeside Road, 19) cerca de Bournemouth (Dorset), el lugar de vacaciones preferido por la alta sociedad británica de la época, donde vivieron desde 1968. Esa residencia permitía a la casi octogenaria Edith vivir sin escaleras. Su nieto Simon Tolkien afirma en su página web que Edith disfrutaba pasando el tiempo en el Hotel Miramar de Bournemouth. Aunque su condición de escritor de éxito les dio a ambos inmediato acceso a la sociedad local, Tolkien nunca estuvo cómodo en Bournemouth, pues añoraba la compañía intelectual de sus colegas. Edith, sin embargo, se encontró al fin en su papel de dama de sociedad, lo que había sido el motivo de Tolkien para elegir ese lugar que realmente no le gustaba: hacer feliz a su mujer durante sus últimos años.
Edith Tolkien murió el lunes 29 de noviembre de 1971, a la edad de 82 años y tras 56 de matrimonio, en Bournemouth, tras unos días de ingreso en el hospital por una inflamación de la vesícula biliar. Fue enterrada en el cementerio de Wolvercote, en Oxford. J. R. R. Tolkien fue enterrado junto a ella dos años después.

## Influencia en la obra de J. R. R. Tolkien

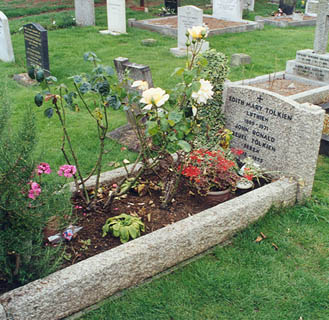
Tumba en la que están sepultados Edith y Ronald Tolkien.

Bajo los nombres de Edith y Ronald en su lápida fueron colocados los nombres de los personajes «Beren» (para él) y «Lúthien» (para ella): en el legendarium de Tolkien, la elfa Lúthien Tinúviel, «la más bella entre los hijos de Ilúvatar», y el hombre llamado Beren fueron dos amantes separados durante un tiempo por el padre de Lúthien, el rey Thingol. Cuando Beren murió combatiendo al lobo demoniaco Carcharoth, ella, como Orfeo, se dirigió a los dioses valar para que devolvieran su amor a la vida. Finalmente, renunció a su propia inmortalidad para acompañar a su hombre en su postrer destino. Poco después de su muerte, Tolkien escribió en una carta a su hijo Christopher:

Nunca llamé Lúthien a Edith —pero ella fue la fuente de la historia que tiempo después se convirtió en la parte clave de El Silmarillion. Fue concebida por primera vez en un pequeño claro de bosque lleno de cicutas en Roos en Yorkshire (donde estuve un tiempo al mando de un puesto de la Guarnición del Humber en 1917, y donde ella pudo vivir conmigo parte de ese tiempo). En aquellos días su pelo era negro, su piel clara, sus ojos los más brillantes que hayas visto, y podía cantar —y bailar. Pero la historia se ha deformado, y yo me voy, y yo no puedo eludir al inexorable Mandos.
— Carpenter, 1993, «Carta n.º 340, a Christopher Tolkien».

Además de la inspiración de Lúthien, que Tolkien nunca ocultó, varios críticos han identificado otras similitudes. Así, Michael D. C. Drout propone un paralelo con la pareja de elfos formada por Déor y Éadgifu, que aparece en los Cuentos perdidos, al identificar el nombre anglosajón Éadgifu como el que daría origen al nombre moderno Edith. El paralelo se acentúa por el hecho de que en la ficción de Tolkien, esa pareja vive en Kortirion, ciudad élfica asociada con la real de Warwick, donde Edith vivió de 1913 hasta su matrimonio en 1916.
De manera más clara y directa aún se puede ver a Edith en los primeros escritos inconclusos del legendarium, de 1915, en los que Tolkien «mitificaba» de forma mucho más directa su propia vida que en las obras publicadas. En ellos quizá podamos adivinar a Ronald y Edith en los personajes de Eärendel y Voronwë, pero lo que sí es seguro es que la valië Erinti, una diosa del amor, la música, la belleza y la pureza, es Edith. Ese personaje fue descartado en las listas de los valar de los escritos posteriores, mezclándose y siendo finalmente sustituido por Nessa y la maia Ilmarë. Además de las cualidades del personaje, dos pistas permiten tomar esa conclusión: Erinti vive en Kortirion-Warwick, y la segunda mitad del mes de enero toma en el calendario creado para ambientar los relatos el nombre de erintion en honor a Erinti.
La relación entre Tolkien y Edith también suele ser comparada con la que mantienen Éowyn y Faramir en El Señor de los Anillos, particularmente por el modo en el que Faramir corteja a su dama.
Además de como fuente de inspiración, es necesario señalar que Edith Tolkien, a pesar de no ser una intelectual, sí colaboró ocasionalmente de forma directa en el trabajo de su marido. Durante varios meses, en que Tolkien estaba convaleciente de la fiebre de las trincheras que padeció, le ayudó en la redacción de algunos de los Cuentos perdidos, realizando copias de su puño y letra. Por otro lado, es a ella a quien Tolkien hizo leer en primer lugar alguno de sus cuentos, como Hoja, de Niggle y El herrero de Wootton Mayor.